# 디옥시구아노신 이인산
디옥시구아노신 이인산(영어: deoxyguanosine diphosphate, dGDP)은 5탄당의 2'탄소 상의 하이드록시기(-OH)가 수소 원자(-H)로 치환된 디옥시리보시이며, 디옥시구아노신 삼인산(dGTP)보다 인산기가 하나 더 적다.

## 같이 보기
- 보조 인자
- 구아노신
- 디옥시구아노신
- 디옥시구아노신 일인산 (dGMP)
- 디옥시구아노신 삼인산 (dGTP)
- 뉴클레오사이드
- 뉴클레오타이드